# Mica sirenă (film din 1975)
Mica sirenă (アンデルセン童話 にんぎょ姫 Anderusen Dōwa Ningyo Hime?) este un film anime japonez inspirat din povestea omonimă din 1837 a lui Hans Christian Andersen și lansat în 1975 de compania Toei Animation. Spre deosebire de adaptarea Disney, lansată 14 ani mai târziu, acest film este mai apropiat de acțiunea poveștii lui Andersen, în principal prin păstrarea sfârșitului original și tragic. Cei doi protagoniști principali sunt tânăra fiică a familiei regale, sirena Marina, și cel mai bun prieten al ei, Fritz, un delfin de Atlantic⁠(d). În Japonia, filmul a fost vizionat la Toei Manga Matsuri (Festivalul Toei Cartoon) din 1975. Filmul a fost lansat ulterior în Statele Unite ale Americii, dublat în engleză de G. G. Communications, Inc. și Prima Film, Inc., la 4 februarie 1978.

## Rezumat
Acțiunea filmului începe în Danemarca. Naratorul îl menționează pe Hans Christian Andersen, care provine de acolo, și povestea sa originală. Scena se dizolvă apoi într-un anime 2D desenat manual.

## Personaje principale
Prințesa Marina (マリーナ姫 Marīna Hime?)
Marina, în vârstă de 16 ani, este prințesa regatului submarin și cea mai mică dintre cele șase fiice. Ea este o sirenă blondă și frumoasă și este cunoscută pentru că are cea mai frumoasă voce din regat. Este interesată de lumea umană și îi place să colecționeze obiecte care vin de la suprafață. Ea se îndrăgostește de un prinț uman și își sacrifică frumoasa voce pentru a fi alături de el.
Fritz (フリッツ Furittsu?)
Fritz este un delfin albastru de Atlantic și cel mai bun prieten al Marinei.
Prințul (フィヨルド王子 Fiyorudo Ōji?)
Curajos și bine pregătit în artele militare, prințului nu-i place ideea unei căsătorii aranjate. După ce a supraviețuit unui naufragiu, el a devenit obsedat să găsească fata care i-a salvat viața.
Vrăjitoarea Mării (魔女 Majo?)
Spre deosebire de alte versiuni ale poveștii, Vrăjitoarea Mării nu este rea, dar este ascuțită. Nu are un interes specific în a face rău nimănui, dar poate fi foarte distructiv, provocând furtuni care scufundă nave. Este un diavol de mare uriaș.
Fata cu păr negru (スオミの姫 Suomi no Hime?)
Prințesă cu părul negru a Regatului Finlandei. Ea este fata care îl găsește pe prinț pe țărm după ce Marina îl aduce pe țărm, făcându-l imediat să creadă mai târziu că ea a fost cea care l-a salvat..
Jemmy Pisica (ジェミー Jemī?)
Principalul antagonist al poveștii, în ciuda faptului că este pisica loială a prințului, Jemmy încearcă să scape de Marina, mai întâi ucigând-o și apoi acuzând-o că îl manipulează pe prinț.